# هری اورد
هری آورد (انگلیسی: Harry Ord; ۱۷ ژوئن ۱۸۱۹ – ۲۰ اوت ۱۸۸۵) نظامی، سیاست‌مدار و مهندس اهل پادشاهی متحد بریتانیای کبیر و ایرلند بود.